# Szalmacseppkő
A szalmacseppkő egy cseppkőképződmény, amely egy belülről üreges, ásványi anyagból álló cső. Szalmacseppkövek leginkább olyan helyeken képződnek, ahol a csapadékvíz kioldja az ásványi anyagokat a sziklából, amelyek a barlang tetején kicsapódnak. Ez hosszú idő leforgása alatt jelentős méretű képződmények kialakulásához vezethet, amelyet abban az esetben, ha belseje üreges, szalmacseppkőnek hívnak. A szalmacseppkővel könnyen megeshet, hogy időközben átalakul sztalaktittá, abban az esetben, ha belseje vagy vége eltömődik, vagy ha a víz elkezd a cseppkő külső oldalán folyni. Bizonyos idő eltelte után előfordulhat, hogy a barlang mennyezetéről lefelé növekedő és a barlang aljáról felfelé épülő cseppkövek összeforrnak, ilyenkor cseppkőoszlopok jönnek létre.

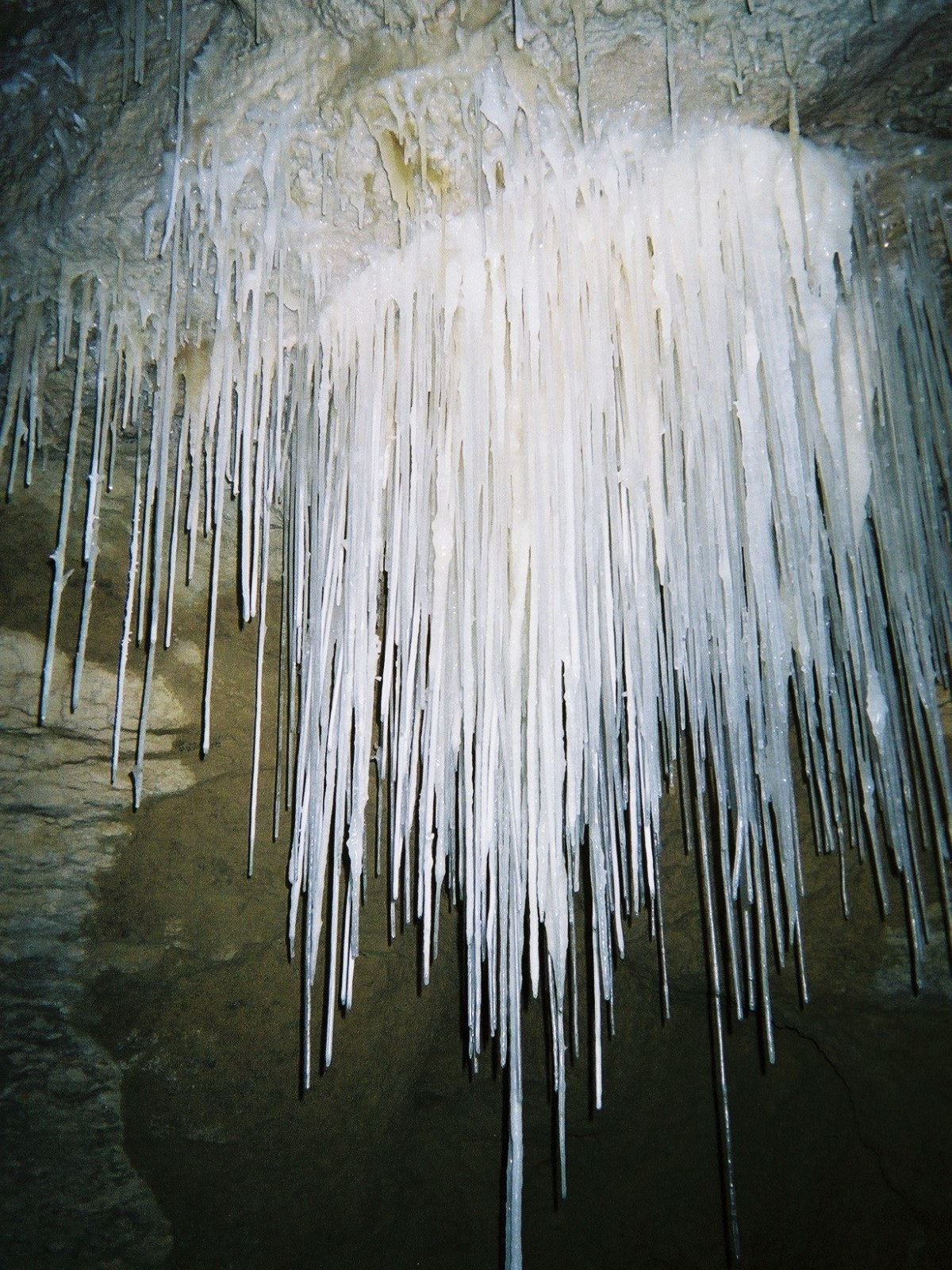
Szalmacseppkövek

Ezek a csövek elsősorban kalcium-karbonát vagy kalcium-szulfid vízben oldott anyagaiból állnak. A szalmacseppkövek végében megálló vízcseppekből – melyek a vízcsepp felületi feszültsége miatt bizonyos ideig nem csöppennek le – kicsapódik az oldott ásványi anyagok egy része, amely lassanként tovább növeli a képződményt. Minden egyes egymást követő vízcsepp otthagy egy kisebb mennyiségű ásványi anyagot a cseppkő végén.

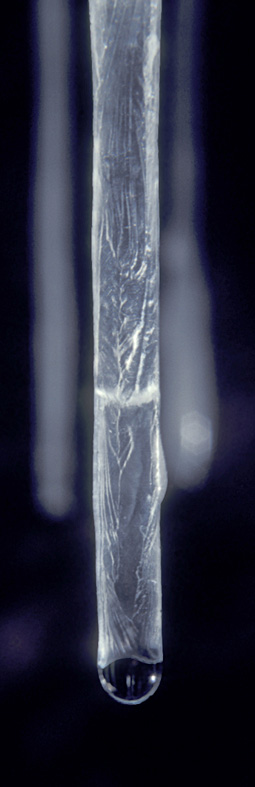
Szalmacseppkő vége, rajta a lecseppenő víz

A szalmacseppkövek a legtörékenyebb cseppkőfélék közé tartoznak. Akárcsak a helikititek, már a legcsekélyebb érintéstől is könnyedén megsérülnek. Ennek okán gyakran előfordul, hogy a tiltások ellenére akadnak olyanok, akik hazavisznek egy-egy darabot a képződményekből. Megfelelő növekedési körülmények között a cseppkő hossza elérheti akár a 9 métert is.
A szalmacseppköveket néha üreges sztalaktitoknak is nevezik.

## Külső hivatkozások
(angolul)
- Showcaves.com definition and explanation
- The Virtual Cave soda straw photos
- A photo of some amazing soda straws in south eastern France